# Temelucha berkeleyensis
Temelucha berkeleyensis är en stekelart som beskrevs av Dasch 1979. Temelucha berkeleyensis ingår i släktet Temelucha och familjen brokparasitsteklar. Inga underarter finns listade i Catalogue of Life.